# Wałpusz (jezioro)
Wałpusz – jezioro w woj. warmińsko-mazurskim, w powiecie szczycieńskim, w gminie Szczytno.

## Opis
Jezioro wydłużone z północy na południe, zwężające się w północnej części. Brzegi południowej części raczej płaskie i podmokłe, na północy przeważają bardziej strome. Jezioro jest typu leszczowego. Jest czyste, jednak poprzez rabunkową gospodarkę od jakiegoś czasu trudno złowić tam duże ryby. Dno muliste, roślinność zanurzona (rogatek, rdestnica, moczarka) tworzy bujne łąki podwodne.
Jezioro jest hydrologicznie otwarte: w południowo-wschodniej zatoce wpływa Kanał Marksobski z jeziora Marksoby; na północy wpływa rzeczka z Jeziora Starokiejkuckiego; na południu wypływa rzeka Wałpusza, która poprzez Omulew łączy się z Narwią. Na terenie całego jeziora i jego brzegów obowiązuje strefa ciszy.

## Turystyka
W okolicy jeziora znajduje się stosunkowo niewiele domków letniskowych, największe ich skupisko jest przy północnym krańcu, w okolicy wsi Stare Kiejkuty (dojazd jak do Starych Kiejkut). Nad jeziorem są też dwa duże ośrodki wypoczynkowe: policyjny Wyższej Szkoły Policji na północnym wschodzie i prywatny ("Cicha Polana") na południowym zachodzie, przy wsi Wałpusz.

## Dane morfometryczne
Powierzchnia zwierciadła wody według różnych źródeł wynosi od 371,0 ha do 436,9 ha.
Zwierciadło wody położone jest na wysokości 143,3 m n.p.m. lub 143,8 m n.p.m. Średnia głębokość jeziora wynosi 4,2 m, natomiast głębokość maksymalna 10,3 m.
Na jeziorze znajdują się dwie wyspy. Długość linii brzegowej to 14 820 m.
W oparciu o badania przeprowadzone w 1986 roku wody jeziora zaliczono do II klasy czystości.

## Hydronimia
Według urzędowego spisu opracowanego przez Komisję Nazw Miejscowości i Obiektów Fizjograficznych (KNMiOF) nazwa tego jeziora to Wałpusz. Na mapach topograficznych północna zatoka tego jeziora występuje pod nazwą Ochódzionek. Za czasów niemieckich nazywane było Waldpusch See, Walpusch i Alpus.